# Nagelhaus

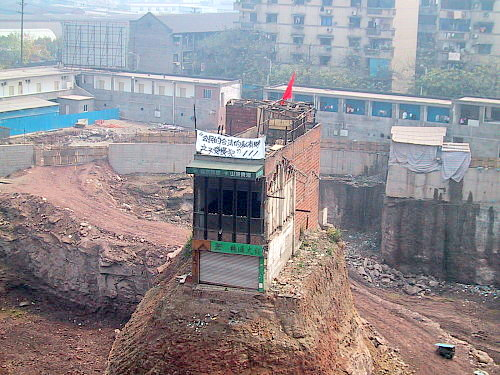
Das „Nagelhaus“ von Wu Ping in Chongqing erregte international Aufmerksamkeit, 2007.

Nagelhaus (chinesisch 釘子戶 / 钉子户, Pinyin Dīngzihù, Jyutping Deng1zi2wu6 – „Nagel(haus)familie“) ist ein chinesischer Neologismus für ein Gebäude, dessen Besitzer sich weigern, ihr Heim für einen Neubau, meistens größere Gewerbegebäude, zu veräußern.
Der Begriff ist ein Wortspiel der chinesischen Baubranche. Das Haus wird mit einem Nagel verglichen, der in einem harten Stück Holz steckt und nicht mit einem Hammer eingeschlagen werden kann. Die Besitzer werden umgangssprachlich manchmal „dickköpfige Nägel“ genannt.

## Geschichtlicher Hintergrund
Während der kommunistischen Ära wurde das Recht auf privaten Grundbesitz aufgehoben. Der Zentralregierung gehörte sämtlicher Grund, sie bestimmte Verwalter nach politischen Erwägungen. Privatpersonen konnten durch einen Verwaltungsakt gezwungen werden, ihren Grundbesitz zu verlassen. Nach den Reformen der wirtschaftlichen Rahmenbedingungen seit den späten 1990er Jahren und dem daraus folgenden wirtschaftlichen Aufschwung begannen private Baufirmen Einkaufshäuser, Hotels und andere gewerbliche Gebäude in den urbanen Zentren Chinas zu errichten. Die bisherigen Bewohner von Gebäuden im neuen Bauland müssen dafür umziehen. Die Baufirmen offerieren den Eigentümern zumeist geringe Kompensationszahlungen, weil die Bausubstanz der Häuser kaum wertvoll ist oder alternative Wohnmöglichkeiten in anderen Regionen sehr wenig kosten. Wenn sich Bewohner weigern oder versuchen, höhere Kompensationszahlungen zu erreichen, können mächtige Baufirmen die lokale Verwaltung oder Gerichte einberufen, um die Besitzer zu enteignen und zu vertreiben. In manchen Fällen wurden Bewohner aufgrund falscher Anschuldigungen eingesperrt oder durch Schlägertrupps eingeschüchtert.
In jüngerer Zeit werden in China der private Grundbesitz und das Bedürfnis der Eigentümer akzeptiert, durch Wertsteigerungen Geld zu verdienen, wenn ein Gebäude einem Neubau weichen soll. Ebenso wird anerkannt, dass die Eigentümer Grundbesitz nicht verkaufen müssen. Die Unzufriedenheit in der Bevölkerung wächst; Baufirmen werden beschuldigt, sich Land mithilfe korrupter Regierungsbeamter illegal anzueignen.
Aufgrund der weit verbreiteten positiven Bewertung von privatem Besitz in der öffentlichen Meinung erließ die Regierung im März 2007 ein erstes modernes Gesetz zu diesem Thema. Es verbietet die Enteignung von Land, es sei denn, sie erfolgte wegen eines großen öffentlichen Interesses. Das Gesetz stärkt die Position der Nagelhausbesitzer, beantwortet aber nicht die Frage, wann ein privater Neubau im öffentlichen Interesse ist.

## Mediale Aufmerksamkeit
Die Geschichten einiger Nagelhäuser wurden durch die chinesische Presse weithin bekannt. In einem Fall in Chongqing, der auch international Aufsehen erregte, weigerte sich eine Familie zwei Jahre lang, ihr Grundstück für den Bau eines Einkaufszentrums zu verkaufen. Das Gebäude war seit drei Generationen das Wohnhaus der Familie und stand in einer Straße, in der sich früher viele kleinere Restaurants und Imbissbuden befanden. Um den Widerstand zu brechen, kappten die Baufirmen den Energie- und Wasseranschluss und hoben eine zehn Meter tiefe Grube um das Nagelhaus aus. Als Antwort brachen die Besitzer in das Gelände ein und eroberten das Gebäude zurück, indem sie eine chinesische Flagge auf dem Dach hissten. Yang Wu, ein lokaler Kampfkunstchampion, baute eine Treppe zu ihrem Haus aus Nunchakus und drohte damit, jeden zu schlagen, der sich seinem Vorhaben in den Weg stelle. Seine Frau Wu Ping, eine Restaurantbesitzerin, plante die Eröffnung einer Gaststätte im Parterre des Hauses. Dieses Vorhaben stieß auf großes Interesse und es folgten viele Interviews in diversen Zeitungen. Die Besitzer des Nagelhauses schlugen ein Angebot von 3,5 Millionen Yuan aus, konnten sich aber 2007 mit der Baufirma einigen.
Ein anderes bekanntes Nagelhaus befindet sich in Changsha. Ein Einkaufszentrum wurde um das Nagelhaus gebaut, das Haus selbst steht heute in dessen Innenhof. Einem Hausbesitzerpaar in Shenzhen wurden zehn bis zwanzig Millionen Yuan gezahlt, damit es sein Haus verkaufe, ein siebengeschossiges Mehrfamilienhaus in Ziegelbauweise. Der Hausbesitzer hatte nach eigenen Angaben für das zehn Jahre zuvor errichtete Gebäude eine Million Yuan an Baukosten bezahlt. Ihm war zunächst nur eine unbefriedigende Entschädigungszahlung angeboten worden. Das Gebäude sollte nach dem Willen der Entwickler, der Shenzhen Kingkey Group, einem Finanzzentrum mit einem 439 Meter hohen Wolkenkratzer, dem mittlerweile fertiggestellten Kingkey 100, weichen. Das ältere Paar harrte mehrere Monate inmitten einer ca. 50 ha großen Bauwüste aus, bevor es sich nach einem Jahr schließlich mit den Entwicklern auf die hohe Abfindungssumme einigen konnte.
Viele Nagelhäuser erhielten ungewöhnlich hohe Beachtung in der chinesischen Presse. Der Vorfall in Chongqing wurde zuerst von einem Blogger bekannt gemacht, der es unter dem Titel „Coolstes Nagelhaus in der Geschichte“ beschrieb. Danach griffen es die Hauptmedien inklusive staatliche Zeitungen in China auf und es wurde zu einer nationalen Sensation. 85 % der Teilnehmer einer Abstimmung auf dem größten Infotainment Webportal in China sina.com sympathisierten mit dem Besitzerehepaar und nur 15 % mit der Baufirma. Die chinesische Regierung griff schließlich ein und untersagte es, über diesen Vorfall zu berichten. Der bekannte regierungskritische Blogger Zhou Shuguang reiste von seiner Heimat Hunan per Zug nach Chongqing, um exklusiv über den Vorfall berichten zu können. Die Reisekosten wurden von Lesern seines Blogs übernommen. Er schrieb unter dem Pseudonym „zola“ und interviewte die Betroffenen und Schaulustige. Einige Zeitungen umgingen das Berichterstattungsverbot geschickt. Die chinesische Ausgabe von Sports Illustrated etwa provozierte mit einem Cover, das einen bekannten Snooker-Spieler bei abgerissenen Nagelhäusern darstellte.

## Ähnliche Vorfälle in anderen Ländern

### International
Staatliche Medien in China verwiesen darauf, dass das Nagelhaus-Phänomen nicht auf China beschränkt sei. So gebe es ähnliche Fälle in den USA, in Großbritannien, Deutschland und Japan. Als Beispiel diente häufig der Flughafen Tokio-Narita in Japan. Einige Familien weigern sich noch heute, dem Flughafen zu weichen, obwohl Landebahnen bereits um ihre Häuser gebaut worden sind.

### Deutschland
Vergleichbare Fälle wurden in Deutschland zum Beispiel bezüglich des Flughafens Leipzig/Halle aus Kursdorf (Schkeuditz) bekannt.

### Schweiz
Die Bewohner eines 1893 erbauten Mehrfamilienhauses im Quartier Zürich-West der Stadt Zürich wehrten sich gegen das Vorhaben des Kanton Zürich, das Haus für eine neue Zufahrtsstraße abzureißen. Das Bundesverwaltungsgericht in St. Gallen entschied zu Gunsten der Hausbewohner, die sich acht Jahre lang gegen den Kanton wehrten, und verpflichtete die kantonale Verwaltung, den Quartieranschluss neu zu planen.
Das Ereignis wurde auch durch Vertreter der Kunst- und Kulturszene behandelt und war Auslöser von Diskussionen und Gatherings zum Thema der Gentrifizierung in der Stadt Zürich. Das Haus trug in Richtung der Kantonalen Pfingstweidstrasse die Aufschrift „Resistance“ als Anspielung auf den sich dahinter befindenden „Renaissance Tower“. Ebenfalls war das Wandbild „Netzwerk“ von Pierre Haubensak Teil des Nagelhauses. Das temporäre Kunstwerk entstand 2011 im Rahmen der KiöR (Kunst im öffentlichen Raum) der Stadt Zürich. 2012 wurde die Brandmauer in das Projekt "Art and the City" integriert.

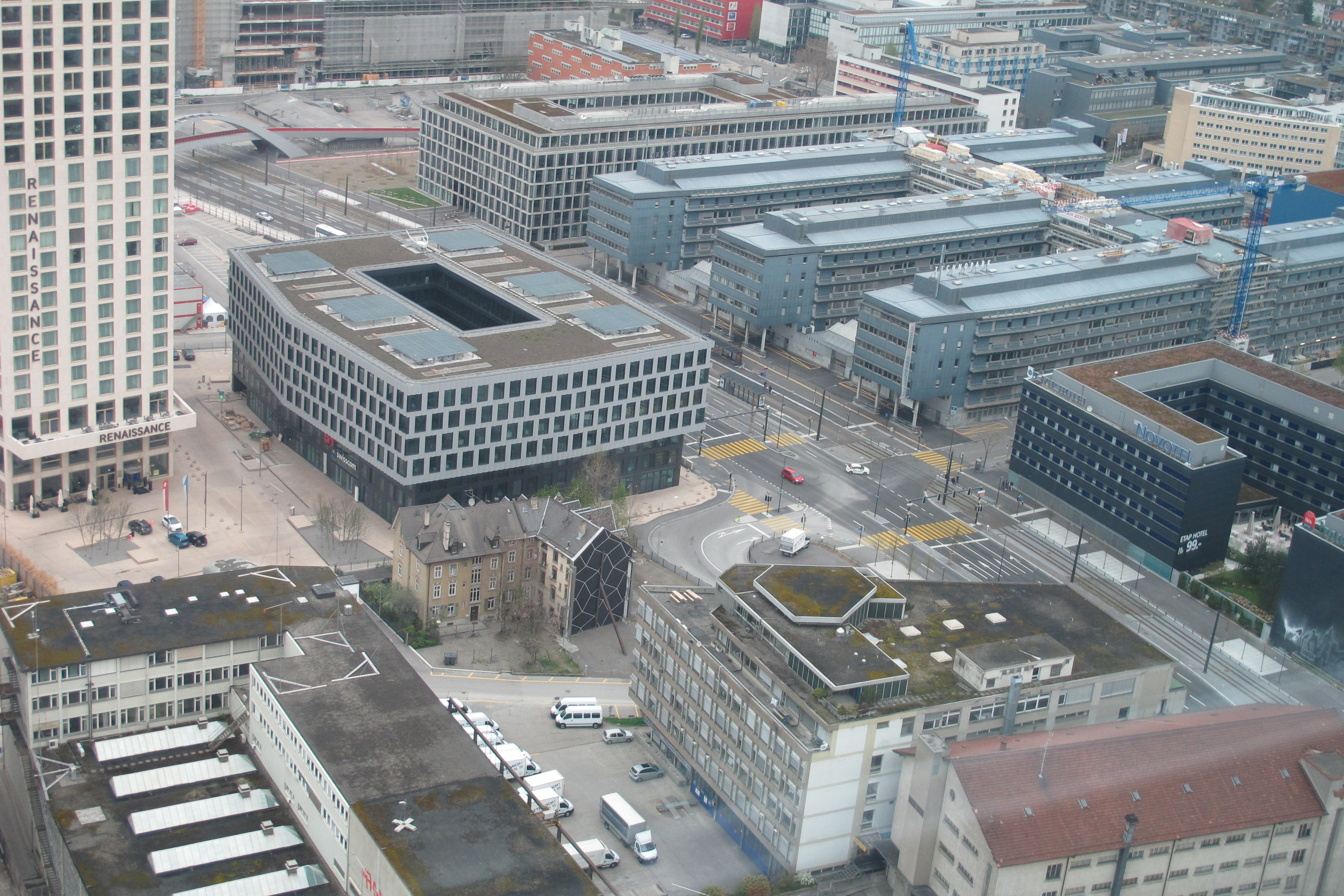
Blick vom Prime Tower Zürich auf das Nagelhaus an der  Turbinenstrasse 12–14, mit dem Netzwerk des Künstlers Pierre Haubensak.
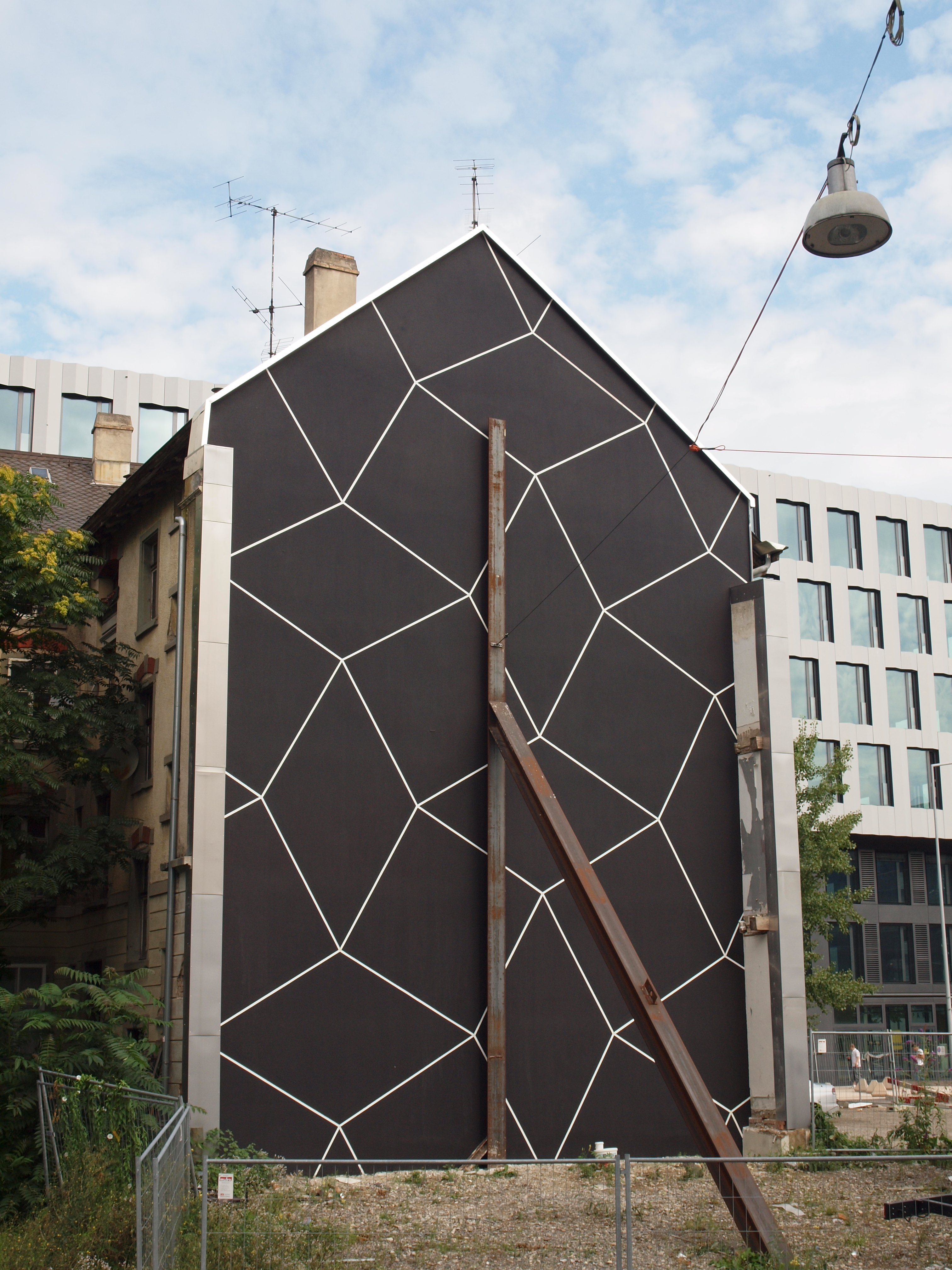
Netzwerk des Künstlers Pierre Haubensak an der Brandmauer Turbinenstrasse 12–14 in Zürich-West (KiöR 2011).
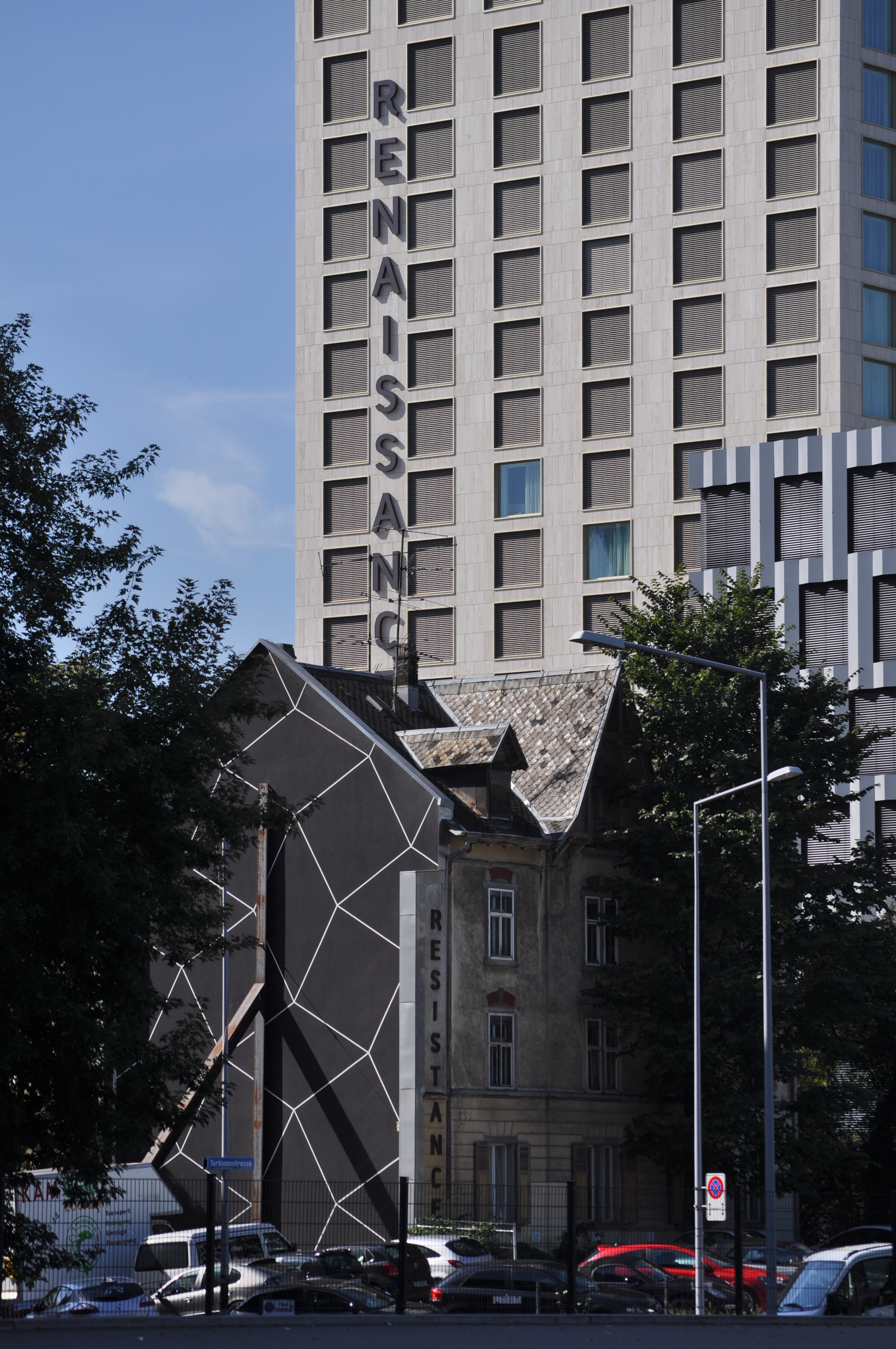
Wortspiel „Resistance“ (beim Nagelhaus) vs. „Renaissance“ (neu gebautes Hotel)

Im September 2014 entschied das Bundesgericht letztinstanzlich, dass das Nagelhaus abgerissen werden muss. Der Abriss erfolgte Anfang August 2016. Nach einem weiteren Urteil des Bundesgerichts musste im September 2016 ein anderes Nagelhaus ebenso weichen, da es die Zürcher Verkehrsführung beeinträchtigte.

## Nagelhäuser und Pendants in Kunst und Kultur
- Das US-amerikanische Kinderbuch The Little House von 1942 handelt von der Geschichte einer Frau, deren Haus einem Neubau weichen soll. Um eine ganz ähnliche Geschichte geht es im Kinderbuch Serafin und seine Wundermaschine[22] des französischen Comiczeichners und Illustrators Philippe Fix von 1967.
- Im Film Louis und seine außerirdischen Kohlköpfe (1981) verweigert Louis de Funès den Verkauf und Abriss seines Bauernhofes, damit kein Einkaufszentrum errichtet wird. Am Schluss steht der Hof umgeben von einer riesigen Baugrube. Das gesamte Grundstück wird von Außerirdischen auf deren Heimatplaneten gebracht.
- Der Disney-Film Herbie groß in Fahrt (1972) handelt vom Widerstand der Besitzerin eines ehemaligen Feuerwehrhauses in San Francisco, das einem Neubau weichen soll.
- Der Pixar-Film Oben (2009) handelt von einem Nagelhaus-Pendant.[23]
- Bei der Neugestaltung des Escher-Wyss-Platzes in Zürich war eine Nachbildung des Nagelhauses in Chongqing geplant. Es sollte den Anschein erwecken, bereits vor der Hardbrücke dort gestanden zu haben und der Brücke nicht gewichen zu sein. Das Projekt wurde am 26. September 2010 beim Stimmvolk mit 51,3 % Nein-Stimmen abgelehnt.